# Indotyphlus
Genre
Indotyphlus est un genre de gymnophiones de la famille des Indotyphlidae.

## Répartition
Les deux espèces de ce genre sont endémiques de l'Ouest de l'Inde.

## Liste d'espèces
Selon Amphibian Species of the World (10 février 2014) :
- Indotyphlus battersbyi Taylor, 1960
- Indotyphlus maharashtraensis Giri, Wilkinson & Gower, 2004

## Publication originale
- Taylor, 1960 : A new caecilian genus in India. University of Kansas Science Bulletin, vol. 40, no 3, p. 31-36 (texte intégral).